# آلبرتو دالبس
آلبرتو دالبِس (اسپانیایی: Alberto Dalbés‎؛ ۳ آوریل ۱۹۲۲ – ۱۴ سپتامبر ۱۹۸) بازیگر اهل آرژانتین بود.
از فیلم‌ها یا برنامه‌های تلویزیونی که وی در آن نقش داشته است، می‌توان به آزمایش‌های شهوانی فرانکنشتاین، دراکولا، زندانی فرانکنشتاین، پانچو ویا، صد اسلحه، راز لباس سرخ و شیطان از آکاساوا آمد اشاره کرد.